# Purple Mask
Purple Mask, il cui vero nome è Dennis Burton, è un personaggio dei fumetti creato da Will Harr e Maurice Gutwirth nel 1939, pubblicato dalla Timely Publications (infine Marvel Comics).

## Biografia del personaggio

### Laughing Mask
Dennis Burton è un giovane assistente procuratore distrettuale che, frustrato dalla difficoltà di catturare e far condannare i malviventi, decide di passare all'azione e di combattere contro il crimine nascondendosi dietro una maschera che ride dai bagliori fosforescenti.
Denominato proprio "Uomo che Ride", non ha superpoteri ma trova e uccide i delinquenti utilizzando due pistole calibro 45.

### Purple Mask
Nonostante non sia mai stato esplicitamente dichiarato, il personaggio noto come Maschera Porpora sembra essere lo stesso Dennis Burton, che per motivi sconosciuti avrebbe deciso di abbandonare il vecchio costume, Maschera che Ride. Anche questo personaggio, infatti, affronta e uccide criminali e lavora come assistente procuratore distrettuale; non ha superpoteri ma è letale con le sue due pistole calibro 45. È anche eroe anti-nazisti durante la Seconda guerra mondiale.

## Pubblicazioni statunitensi
È stato pubblicato un unico numero come "Laughing Mask" :
- Daring Mystery Comics n. 2 (febbraio 1940)

È stato pubblicato ai soli due numeri come "Purple Mask" seguenti:
- Daring Mystery Comics n. 3 (aprile 1940)
- Daring Mystery Comics n. 4 (maggio 1940)